# Al-Àixara al-Mubaixxara
Al-Àixara al-Mubàixxara o Al-Àixara al-Mubaixxarun bi-l-Janna —àrab: العشرة المبشرة o العشرة المبشرون بالجنة, al-ʿAxara al-Mubaxxara o al-ʿAxara al-Mubaxxarūn bi-l-Janna, literalment ‘els Deu a Qui es va prometre el Paradís'— és una llista que assenyala els deu personatges a qui el profeta Muhàmmad hauria promès el Paradís.
Tot i que les llistes conservades no sempre coincideixen, la més corrent dona aquests noms:
- Abu-Bakr as-Siddiq
- Úmar ibn al-Khattab
- Uthman ibn Affan
- Alí ibn Abi-Tàlib
- Talha ibn Ubayd-Al·lah at-Taymí
- Az-Zubayr ibn al-Awwam
- Abd-ar-Rahman ibn Awf
- Sad ibn Abi-Waqqàs
- Saïd ibn Zayd
- Abu-Ubayda ibn al-Jarrah

En algunes llistes el darrer no hi és i el primer lloc l'ocupa el mateix Muhàmmad.